# Hallucinatie
Een hallucinatie is een zintuiglijke beleving die niet overeenkomt met wat er in de fysieke werkelijkheid gebeurt. Anders gezegd: een hallucinatie is een waarneming waarbij de prikkel uit de buitenwereld ontbreekt; bij een hallucinatie hoort, proeft, ziet, voelt of ruikt men zaken die niet in de buitenwereld voorkomen.
Het woord hallucinatie is afkomstig van het Latijnse hallucinere, dat te vertalen valt als dromen of ijlen. De term werd voor het eerst gebruikt in de psychiatrie door de Franse psychiater Jean-Etienne Esquirol in 1837.

## Soorten van hallucinaties
Hallucinaties kunnen op alle zintuigen betrekking hebben.
- Bij visuele hallucinaties ziet men beelden die in het geheel niet aanwezig zijn. Wanneer men 'slechts' vervormingen ziet in de realiteit, zoals kleuren die veranderen, beelden die bol of hol worden, voorwerpen die gaan golven is er sprake van visuele illusies. Visuele hallucinaties kunnen ook optreden wanneer de ogen gesloten zijn.
- Wanneer er geluiden worden gehoord die er niet zijn, spreekt men van akoestische, auditieve of gehoorshallucinaties. Onder deze vorm valt ook het horen van stemmen zonder dat er iemand spreekt, de meest voorkomende vorm van hallucinatie.
- Olfactorische of reukhallucinaties uiten zich door niet aanwezige geuren te ruiken.
- Bij gustatoire of smaakhallucinaties worden niet aanwezige smaken geproefd.
- Somatische hallucinaties hebben betrekking op het gevoel. Dit kan zowel binnen het lichaam zijn als op en vlak onder de huid. In het laatste geval spreekt men van tactiele hallucinaties.

Ook is het mogelijk dat functies van zintuigen door elkaar gaan lopen wat zich uit in bijvoorbeeld het ruiken van kleuren en het zien van geluiden. Dit noemt men synesthesie, en is, in tegenstelling tot bovengenoemde voorbeelden, geen hallucinatie, aangezien het wetenschappelijk verifieërbaar is.

## Normaal of niet normaal?
Hallucinaties kunnen optreden na gebruik van hallucinogene middelen, maar ook bij alcohol, als bijwerking van sommige medicijnen, slaapdeprivatie, sensorische deprivatie, oververmoeidheid, hevige emoties, psychosen, neurologische stoornissen als delier en bij delirium tremens. Hallucinogenen zijn stoffen die tijdelijk hallucinaties kunnen opwekken.
Een hallucinatie is niet hetzelfde als een illusie (zoals een optische illusie) die berust op een verkeerde interpretatie van een zintuiglijke waarneming van de buitenwereld. Hallucinaties komen vooral voor in de waaktoestand. Dit betekent dat zij niet hetzelfde zijn als droombeelden tijdens de slaap. Ook op hallucinaties gelijkende gewaarwordingen die wel worden aangeduid als hypnagogie en hypnopompie zijn als normale verschijnselen te beschouwen.
Hallucinaties moeten ten slotte ook niet verward worden met mentale voorstellingen en pseudohallucinaties. Hierbij is men zich doorgaans bewust dat de waarnemingen ‘in het eigen hoofd zitten’, en niet van buiten komen. Men spreekt ook wel van niet-psychotische hallucinaties. Pseudohallucinaties kunnen bijvoorbeeld voorkomen bij normale mensen na gebruik van drugs of bij ernstig slaapgebrek. Bij echte hallucinaties denkt de patiënt die stemmen hoort dat er tegen hem wordt gesproken, terwijl men bij een pseudohallucinatie weet dat de stemmen alleen in het hoofd zitten.
Het optreden van hallucinaties zonder gebruik van drugs of extreme invloeden van buitenaf is een symptoom dat meestal op een ernstig psychisch of lichamelijk probleem wijst. Hallucinaties en wanen komen vaak in combinatie voor bij schizofrenie. De patiënten zijn zich daarbij meestal niet bewust dat zijzelf de hallucinaties (bijvoorbeeld stemmen) produceren. Vooral stemhallucinaties worden vaak als vreemd en 'niet-van jezelf' ervaren, wat mogelijk ook oorzaak kan zijn van het bedreigend karakter. Ook kunnen de stemmen die men hoort daardoor het karakter krijgen van waanideeën als: ‘mijn gedachten worden van buitenaf gecontroleerd’, of ‘men probeert mijn hersenen te manipuleren’. Medicatie zoals antipsychotica kunnen helpen om de waanideeën en hallucinaties te onderdrukken.

## Hersenen en hallucinaties
Wat de precieze oorzaak van hallucinaties is blijft nog onduidelijk. Er is echter sinds de komst van nieuwe beeldvormende technieken voor hersenonderzoek zoals fMRI meer bekend geworden over de rol van de hersenen bij hallucinaties.

### Overactiviteit van hersengebieden
Zo is bijvoorbeeld gebleken dat bij visuele hallucinaties (beelden zien) en gehoorshallucinaties (bijvoorbeeld stemmen horen) dezelfde gebieden in de hersenen actief zijn als bij mensen die gewoon beelden zien of geluiden horen. Bij het zien van beelden is het visuele gebied, en bij het horen van stemmen of geluiden het gehoorsgebied in de hersenen actief. Bij mensen die stemmen horen blijken soms ook taalgebieden in de temporale en frontale kwab actief te zijn, die ook bij gewoon luisteren en spreken actief zijn. Het lijkt er dus op hallucinaties een gevolg zijn van een tijdelijke overactiviteit of sterke prikkelbaarheid van dezelfde hersengebieden die normaal betrokken zijn bij waarnemen van prikkels uit de omgeving. Soms valt zelfs de inhoud van de hallucinatie nog preciezer te traceren naar een specifiek hersengebied. Bij hallucinaties van gezichten is bijvoorbeeld soms het fusiforme aangezichtshersengebied in de gyrus fusiformis en bij kleurhallucinaties het kleurgebied in de visuele schors actief.

### Verstoorde connectiviteit
Het is ook mogelijk dat hallucinaties (en de toestand van overactiviteit) ontstaan door stoornissen in de connectiviteit (mate van verbondenheid) tussen verschillende gebieden in de hersenen. Deze verbindingen betreffen de vezels of witte stof die verschillende gebieden in de hersenen met elkaar verbindt. Een dergelijke verklaring wordt ook wel een hodologische verklaring (naar: traject of weg) genoemd, tegenover een topologische (naar: plaats, locatie) verklaring. Er kan bijvoorbeeld sprake zijn van te sterke verbondenheid (hyperconnectiviteit) of te weinig of zwakke verbondendheid (hypoconnectiviteit). Bij verstoorde verbindingen is een hallucinatie dus niet uitsluitend toe te schrijven aan een verstoring van een specifiek gebiedje zelf, maar van een netwerk in de hersenen. Bewijs van verstoorde connectiviteit is gevonden in studies waarin de functionele connectiviteit tussen hersengebieden is onderzocht met het EEG maar ook met nieuwe technieken waarmee de witte stof in beeld kan worden gebracht zoals als DTI en tractografie.
Bij het horen van stemmen kunnen dat bijvoorbeeld verbindingen tussen de temporale gebieden en de prefrontale cortex (het meest voorste deel) in de hersenen zijn. Deze temporale gebieden zijn zoals eerder aangegeven, belangrijk voor het begrijpen en produceren van taal. Van minder sterke verbindingen kan ook sprake zijn bij gebieden en netwerken die belangrijk zijn voor de verwerking van emotionele prikkels (zoals de amygdala), aandachtsfuncties (zoals de cortex cingularis anterior) of geheugenfuncties (zoals hippocampus). Bij visuele hallucinaties zullen vooral netwerken in de hersenen betrokken zijn die de visuele informatiestroom en visuele aandachtsfuncties reguleren. Ook moet rekening worden gehouden met netwerken die de verspreiding van neurotransmitters zoals serotonine en acetylcholine in de hersenen reguleren. De vraag is nu hoe deze verminderde connectiviteit tot hallucinaties kan leiden. Volgens een oude theorie van Geschwind kan bijvoorbeeld bij beschadiging van de witte stof, een soort 'ophoping' van neurale activiteit plaatsvinden in de afgesloten gebieden van de hersenen. Dit kan dan leiden tot overactivatie en hallucinaties. Twee meer recente theorieën worden hieronder genoemd.

#### De rol van de prefrontale cortex
Het is bekend dat gebieden in de prefrontale cortex een remmende werking uitoefenen op de primaire sensorische gebieden, dus de gebieden waar de zintuigprikkels worden verwerkt. Als de verbinding tussen de prefrontale cortex en de primaire sensorische gebieden zwakker zijn, valt ook de remmende werking van de prefrontale cortex weg en komen de sensorische gebieden in een toestand van overactiviteit te verkeren. Deze theorie is voor het eerst door de Amerikaans neuroloog Hughlins Jackson naar voren gebracht. Zie ook.
Van LSD wordt bijvoorbeeld aangenomen dat het de transmissie van informatie tussen hersengebieden onderdrukt. Flashbacks (de herbeleving van intensieve visuele beelden) na gebruik van LSD wordt wel in verband gebracht met zwakkere verbindingen tussen frontale schors en de visuele schors in de hersenen. Waardoor de visuele schors gevoeliger wordt voor visuele indrukken.
De prefrontale cortex heeft echter ook veel verbindingen met de area temporalis superior, het gebied waar gehoors- en taalfuncties zijn gelokaliseerd. Onderzoek heeft aangetoond dat met name bij schizofrenie patiënten met stemhallucinaties sprake kan zijn van fronto-temporale hypoconnectiviteit. Hierdoor zou volgens Lawrie bij schizofrenen de innerlijke spraak (die ook bij normale mensen voorkomt), minder remming ondervinden van de prefrontale cortex.

#### De rol van de-afferentie
Een tweede vorm van hypoconnectiviteit treffen we aan bij een verzwakking van de invloed van afferente prikkels, zoals bijvoorbeeld het geval is bij doven en blinden. Dit wordt ook wel aangeduid als de-afferentie. De primaire zintuiggebieden (belangrijk voor horen en zien) krijgen namelijk niet alleen input van de zintuigen (de afferente banen) maar ook van z.g. recurrente (terugkerende) zenuwbanen vanuit de secundaire schorsgebieden. Mogelijk gaan bij het ontbreken van sensorische input deze terugkerende zenuwvezels sterker overheersen. De remming die (bij normale zintuigen) door de afferente banen wordt uitgeoefend, wordt hiermee opgeheven of verzwakt.
Dit kan verklaren waarom bij doofheid op latere leeftijd soms ook muzikale hallucinaties optreden.
Hetzelfde mechanisme is vermoedelijk van toepassing op het syndroom van Charles Bonnet. Dit syndroom treedt soms op latere leeftijd op bij mensen met een sterk teruglopend gezichtsvermogen. Zij zien dan allerlei kleine objecten zoals beestjes of kleine mannetjes of vrouwtjes (‘lilliputterhallucinaties’). Men heeft daarbij meestal wel door dat de beelden niet echt zijn, maar een gevolg van een visuele stoornis. Bij het syndroom van Bonnet is eveneens sprake van verstoorde afferente verbindingen, dus van de zenuwbanen die informatie van oog naar hersenen sturen. Hierdoor kunnen deze gebieden overactief worden
Een laatste voorbeeld van de-afferentie is het verschijnsel van fantoomledemaat, waarbij patiënten met amputaties van lichaamsdelen toch gevoel blijven houden in het geamputeerde lichaamsdeel.